# ファイブワン・ファクトリー
ファイブワン・ファクトリー株式会社は、日本のアパレル製造販売企業。紳士服製造（縫製加工）から販売までを一貫して手がける。

## 概要
正社員の職人40名以上でジャケット、ベスト、コートなどを主にハンドメイドで日産50着程度製造している。

## 沿革
- 1964年 - 大阪府枚方市長尾谷町の既製服団地内にファイブワン株式会社を創業。後にファイブワン工業に社名が変更される。[1]
- 2009年 - ファイブワン工業より、ファイブワンファクトリー株式会社に事業譲渡を受け工場の規模を半分以下に再編。
- 2009年 - 旧ファイブワン工業より、ファイブワンファクトリー株式会社に事業を譲渡し、紳士服のOEM専業から、オーダースーツの製造販売事業へ主たる事業が変更される。大阪市北区にFIVEONE大阪本店を出店。
- 2010年 - 東京都中央区銀座にFIVEONE銀座本店を出店。
- 2015年 - 本社工場を既製服団地内で新装移転。省エネに対応する電気設備を導入。ボイラー設備、ミシン設備などをオーダーメイドの小ロットに合わせた設備に入れ替え。
- 2018年 - 福岡県福岡市中央区大名にFIVEONE福岡店を出店。
- 2019年 - Admiralty Center Hong KongにFIVEONE香港店を出店